# Gaj Hostilije Mancin
Gaj Hostilije Mancin (Gaius Hostilius Mancinus, 2. st. pr. Kr.) bio je rimski vojskovođa i političar. Godine 137. pr. Kr. izabran je za konzula te je vodio pohod protiv Numantinaca. Pri tome je pokazao potpuni nedostatak ratne vještine, te je dozvolio da mu se vojska nađe u klopci. Prema Plutarhu je tada pokušao pobjeći i ostaviti vojsku na cjedilu, ali je uhvaćen. Tada je njegov potčinjeni Tiberije Grakho spasio vojsku sklopivši mirovni sporazum s Numantincima. Rimski Senat je, pak, naknadno odbio ratificirati sporazum, a Mancinu je suđeno. On i još 20 komandanata - bez Tiberija Grakha koga je spasio autoritet Scipiona Emilijana - su osuđeni na to budu predani na milost i nemilost Numantincima. Apijan tvrdi da su ga Numantinci odbili primiti.